# Неджип Уйсал
Неджип Уйсал (тур. Necip Uysal, нар. 24 січня 1991, Стамбул) — турецький футболіст, півзахисник клубу «Бешикташ».

## Клубна кар'єра
Народився 24 січня 1991 року в місті Стамбул. Розпочав займатись футболом в клубі «Їлдирим Боснаспор», з якого 2004 року потрапив в академію «Бешикташа».
2009 року Неджип потрапив до першої команди, за яку дебютував у Суперлізі 24 жовтня 2009 роки в поєдинку з «Ескішехірспором» (1:0). У першому сезоні 2009/10 він зіграв 11 матчів в чемпіонаті і з клубом зайняв 4-е місце. 31 жовтня 2010 року, в зустрічі з «Сівасспором» (2:1) забив свій перший гол в Суперлізі. У сезоні 2010/11 команда з Уйсалом виграла Кубок Туреччини, а в сезоні 2015/16 — чемпіонат.

## Виступи за збірні
2008 року дебютував у складі юнацької збірної Туреччини, разом з якою був учасником юнацького (U-19) чемпіонату Європи 2009 року в Україні, де зіграв усі три матчі, але Туреччина зайняла останнє місце у групі і не вийшла в плей-оф. Загалом взяв участь у 24 іграх на юнацькому рівні, відзначившись 6 забитими голами.
З 2009 року залучався до складу молодіжної збірної Туреччини, ставши у її складі фіналістом Турніру пам'яті Валерія Лобановського 2009 року. Всього на молодіжному рівні зіграв у 22 офіційних матчах, забив 1 гол. Згодом протягом 2012–2013 років залучався до матчів другої збірної Туреччини, за яку провів 11 матчів, ставши в тому числі 2012 року фіналістом Турніру у Тулоні.
3 березня 2010 року провів свій перший і єдиний офіційний матчах у складі національної збірної Туреччини в товариському матчі проти збірної Гондурасу (2:0), в якому Уйсал вийшов на заміну на 82 хвилині замість Мехмета Ауреліо.
| Дата     | Місто   | Господарі | Результат | Гості    | Турнір           | Голи | Примітки |
| -------- | ------- | --------- | --------- | -------- | ---------------- | ---- | -------- |
| 3-3-2010 | Стамбул | Туреччина | 2 – 0     | Гондурас | товариський матч | -    | 80'      |
| Усього   |         | Матчів    | 1         |          | Голів            | 0    |          |

## Титули і досягнення
- Чемпіон Туреччини (4):

«Бешікташ»: 2008–09, 2015–16, 2016–17, 2020–21
- Володар Кубка Туреччини (4):

«Бешікташ»: 2008–09, 2010–11, 2020–21, 2023–24
- Володар Суперкубка Туреччини (2):

«Бешикташ»: 2021, 2024